# 数码宝贝03驯兽师之王角色列表
数码宝贝03驯兽师之王角色列表 是日本东映动画于2001年-2002年制作的第三作电视动画《數碼寶貝03馴獸師之王》的登场人物和数码兽一览表。

## 登場角色

### 馴獸師（主角群）
- 松田啟人[注 1]（Takato Matsuda）[4]（日本：津村真琴；香港：陸惠玲；台灣：王瑞芹／邱佩轝（第6部））

本作品男一号。
喜欢数码兽的小學五年級生，祖籍为冲绳。儘管他的衣着与前作的主角相似，但性格和風格上不太相似，沒有前兩作品的主角特有的勇往直前跟活潑，與前兩代主角比起來較沉靜但更富想像力，而且不會太過衝動，有更多感性，也較為懦弱。雖然沒有那種前兩代主角過於勇往直前的性格，不過卻真心喜歡著数码兽（所以才會創造出基爾獸），可一旦下定決心就不會放棄。喜歡加藤樹莉。D-Ark顏色是紅色（變成紅蓮騎士獸後改為金色）。
家中的獨生子，父母以經營麵包店維生。雖和前兩代的主角都有一個護目鏡，但並不喜歡踢足球，相反的，是個很喜歡畫畫的人，相對於前兩季的主角，顯得格外內向，数码兽第三季的系列構成小中千昭是這麼說的：「我希望描寫啟人作為一個正常普通的小學生，数码兽馴獸師的基本觀念是『一個正常的小學生在一年中巨大冒險歷程』，這個角色不應該是老套的英雄領袖，扔下帽子叫道『我們去吧！』，但另一方面，他又不能感覺像軟弱無力的弱者，他必須充滿好奇心，對怪獸和数码兽入迷，但也有許多缺點使他可能在朋友面前吹牛或過分擴大事物——換句話說，一個每天都很規矩的孩子。」
脚本里强调树莉是启人心中最在意的异性，这不仅在小中千昭写下的脚本里得到强调，自贝泽幸男导演的第一话以来，树莉在这个系列中的重要性就已经被确定下来了。
在动画的一开始，观众会认为这是一个爱哭、而且过于依赖朋友的孩子，但随着剧情的进展，观众会慢慢发现这是一个非常有责任心，具有正义感，乐于关心他人，如同真实般一样的邻家可爱小孩。
家里经营着小型面包店，非常喜欢和朋友在新宿公园里玩数码宝贝卡片，上学前、放学后都会跟朋友玩卡片游戏，一直梦想着并创造了属于自己的数码兽——基尔兽。
启人非常喜欢基尔兽，他一直把基尔兽当作自己的好朋友一样对待。彼此之间偶尔也会有误会和不解，但都一一化解了，这与朋友们的帮助，和两人间的信任是分不开的，最大的危机莫过于在启人遇到了健良爸爸的朋友——野生小组成员，当他得知基尔兽只是自己创造出的数据资料时，陷入了沉思与伤心之中。当墮天地獄獸杀死树莉的狮子兽的那刻，他的愤怒随之而迸发，基尔兽因此错误地进化为破灭魔龙兽，对数码兽世界和现实世界都产生了重大影响——数码危机。后来他心中的光明让他恢复了理智，基尔兽终于与他合体后进化成究极体的紅蓮騎士獸。
在數碼獸合體戰爭第68（黑影）、78、79话再次登场。
- 李健良[注 2]（Lee Jenrya/Li Jianliang）（日本：山口真弓；香港：梁偉德；台灣：于正昇）

本作品男二号。
启人最要好的朋友，父亲是香港人、母亲是日本人（关弘美企划早先确定主角中有一名侨生，而最终设定是中日混血。这正是基于日本各中小学校外籍学生的数量在不断增长这一统计现实）。兩人同校同年级但不同班。因此，当启人初次见到他的时候，启人叫他“李君”，由于以上原因，当实际播映开始的时候，许多日本出版的资料介绍中给健良以“李君”的别称。個性溫和有禮、極有耐性，不常動怒，也不喜輕易進行數碼寶貝對戰。跟着一位日本華人赵先生學習武術。在本季开始的时候，健良是“一种不同价值观”的示范。他的角色是投以不同看法——有些和启人天真的信念和价值观相反和冲突。这一点表现在最初对驯兽师的态度上，在和金刚兽和大耳獸战斗的时候，启人不明白为什么健良不让他的數碼獸进化。但在后来，他们轻易地克服了相互的不同点，因為擔心小春，才對小春生氣。声优山口真弓小姐曾为动画前两作的加布兽配音，D-Ark顏色為綠色。
在广播剧《数码宝贝驯兽师之王2018 Days-情報与非日常-》以28岁时期再次登场，毕业于史丹佛大學，NSA研究部门成员。
- 牧野留姬[9]（Ruki Makino）（日本：折笠富美子；香港：曾秀清、凌晞（第6部）；台灣：謝佼娟）

本作品女主角。
关于这个角色的产生，小中千昭是这么说的：過去的市場不仅趋向于暴龙机系列，还包括孩子的动画片，这已经证明基于女孩的产品在男孩玩具市场中没有销路。因此，主创们提出一个使「这个女孩」强于其他任何人的角色的想法，并且配予她一只强大的數碼獸。
留姬生活在单亲家庭，而她相当反常的个性不能不归因于她缺少父亲。個性有些倨傲。正是由于个性强的缘故，她的语速不是很快。在故事前段集中表现了留姬成熟和她不接受天真的一面，然而在故事后期，留姬的性格随着她身边的朋友们而改变，她渐渐了解了保护的重要性，變得隨和因為卡片大賽中，被秋山遼打敗過，在數碼寶貝世界第一次見到秋山遼時，態度較衝。雖然能力很強，但並不多表現出來。遇到強大的對手﹝數碼寶貝世界裡﹞，運用卡片，比起健良，她反而比較慌亂，但實力依舊很強。搭档是妖狐獸。D-Ark顏色為藍色。
在數碼獸合體戰爭第76话再次登場。
- 加藤樹莉[10]（Jyuri Katou）（日本：淺田葉子；香港：劉惠雲、何璐怡（TVB電影版）；台灣：詹雅菁）

手上老是带着一个狗的布偶，经常以腹语操縱狗布偶，可以說是她的特色。溫柔活潑的女孩子。（树莉是启人心中最在意的异性。这不仅在小中千昭写下的脚本里得到强调。自贝泽监督导演的第一话以来，树莉在这个系列中的重要性就已经被确定下来了。--小中千昭）也是啟人第一個知道基爾獸存在的非馴獸師的朋友。外表看起來是很膽小的女孩子，卻沒有被基爾獸嚇到（啟人的兩位同學——博和跟健太卻被嚇到），還認為他很可愛。口中說自己沒有数码兽的卡片，實際上收集了一大堆，喜歡數碼獸的心完全不輸給博和跟健太。跟留姬關係不錯，後來成為了獅子獸的馴獸師。母亲在她小時候已經去世，有一个年轻的继母，这样的家庭在后半段对剧情有很大的影响。而另一个巨大的影响便是狮子兽之死（由於這部的設定數碼獸是無法以蛋重生復活的，死去就是化為數據。），令树莉认为命运是无法改变之事，變的非常消極。搭档是狮子兽（成熟期）。D-Ark顏色為黃色，對啟人有好感。
- 秋山遼[注 3]（Ryou Akiyama）（日本：金丸淳一；香港：陳卓智；台灣：魏伯勤）

甚至在主创们加入數碼獸馴獸師制作组之前，有一个角色已注定要在数码兽驯兽师中出现。这就是秋山辽，WonderSwan游戏“秋山辽V.S.千年兽系列”的主角，曾解救八神太一等人，也曾和一乘寺贤搭档。阿辽相当的爽朗自信，而他的实力当然也是不可小视的。因为在卡片大赛中留姬被阿辽打败过，所以留姬对阿辽的那种态度很不以为然，在數碼世界初次见面的时候，留姬很赌气地说出了：“小麥色的皮膚，潔白光亮的牙齒，還有燦爛的笑容，什麼嘛，散發出這麼可疑又柔和的光芒，真是氣死人了。”的话。搭档是科学飞龙兽（完全体）。D-Ark顏色為靛色。
- 鹽田博和[11]（Hirokazu Shiota） （日本：玉木有紀子；香港：雷碧娜、林丹鳳（映碟電影版）；台灣：傅曼君）

启人的同班同學，經常跟启人和健太進行數碼寶貝卡片遊戲。性格类似于现代的街头少年，粗心且冲动，甚至有些鲁莽。搭档是守卫兽（成熟期）。暴龍機顏色為咖啡色。
- 北川健太（北川健太，Kenta Kitagawa） （日本：青山桐子；香港：沈小蘭；台灣：詹雅菁）

启人的同班同學，經常跟启人和博和進行數碼寶貝卡片遊戲。似乎一开始并没有把他列入驯兽师的行列，甚至在前期的主題曲也沒有他的身影，这也可以说明为什么他在數碼世界的冒險快结束的时候才拿到自己的搭档數碼獸。充当和事佬的角色，戴著眼鏡，典型的学生样。個性溫和有禮。曾經因為遲遲得不到自己搭檔搭档数码兽而憤恨不平、還曾想在松田啟人不在時「代理」基爾獸的馴獸師。启人和他朋友们的小学已改名淀桥小学而不复存在。但是实际上其声优青山桐子曾在这所学校就读过。借着进一步的巧合，实际上西新宿小学仍建在原地。由于这个巧合，青山桐子非常兴奋。搭档是海天使兽（究极体）。暴龍機顏色為白色。
- 李小春（李小春，Lee Shiuchon/Li Shaochung）（日本：永野愛；香港：梁少霞；台灣：傅曼君）

是李健良的妹妹，父亲是香港人、母亲是日本人，性格倔强，但是天真。非常喜欢折腾大耳獸，常把它当布娃娃装扮，当布偶耍弄，大耳獸为此也没有办法。后期被呼喚到數碼世界與十二帝魔中的玉兔獸相遇，並成為搭檔。搭档是黑大耳獸（成长期）。D-Ark顏色為粉紅色。
- 愛[注 5]（Ai）（日本：寺田春日；香港：鄭麗麗）

小妖獸的馴獸師之一，真的姐姐。比弟弟稍微成熟一點，但仍因為年紀幼小，曾為了小妖獸跟弟弟爭吵，造成與小妖獸之間的誤會。後期與小妖獸合好，為小妖獸加油的心意賦予『墮天地獄獸·爆裂形態』能讓他在天上自由飛行的－『黑色羽翼』。最後與弟弟一起得到了小妖獸的D-Ark。D-Ark顏色為紫色。搭档是小妖獸。
- [注 6]（Makoto）（日本：松本美和；香港：區瑞華）

小妖獸的馴獸師之一，愛的弟弟。因為年紀幼小，曾為了小妖獸跟姐姐爭吵，造成與小妖獸之間的誤會。後期與小妖獸合好，為小妖獸加油的心意賦予墮天地獄獸·爆裂形態，擁有強大力量的槍的武器－陽離子砲。最後與姐姐一起得到了小妖獸的D-Ark。D-Ark顏色為紫色。搭档是小妖獸。
- 上原美波[12]（Minami Uehara）（日本：三石琴乃；香港：劉惠雲、沈小蘭（TVB電影版））

被數碼獸追趕的神秘少女，手持的筆記本電腦似乎是其中的關鍵。搭档是拉布拉獸（成長期）。

### 主角群搭檔數碼獸
- 基爾獸[13]（Guilmon）（日本：野澤雅子[14]；香港：盧素娟；台灣：詹雅菁）

啟人想像中誕生的搭档数码兽，成長期，爬蟲類，病毒種。

在啟人得到藍卡並把自己的刷卡器變成D-Ark以後，D-Ark掃瞄了啟人畫在紙上的數碼獸設計草圖，然後它在新宿一個工地上實體化，身體是紅色的。最早的基爾獸什麼都不會，就像個剛出生的嬰兒，甚至把啟人叫成了啟人獸（Takataomon），在和啟人以及其他人事物的不斷接觸中，他開始有了自己的思想，開始有希望保護身邊的人的心情，非常喜歡啟人，只要見不到他就會很難過。它外表可怕，但性格善良單純，即使如此，它的本性也頗具侵略性。故事初期，它經常因此而失控，但如果能和平地使用它，它不會變成邪惡的数码兽。於故事中曾經透露，基爾獸是啟人以亞古獸為藍本創造出來。

招數：
1. 基爾火砲（ファイアーボール）
2. 魔咒破解

古拉獸（グラウモン）
成熟期數碼獸。病毒種，魔龍型數碼獸。是啟人想像出來的，原本想像的形象是背上有尖刺，但因為啟人發現這樣不能坐在古拉獸的背上，於是在他的想像影響下，白色頭髮取代了尖刺。
招式：
1. 魔龍火焰
2. 等離子刀

大古拉獸（メガログラウモン）
完全體數碼獸。病毒種，改造人型數碼獸。
招式：
1. 原子爆焰
2. 雙刃斬

破滅魔龍獸（灭世龙兽）（メギドラモン）
基爾獸錯誤進化的模樣，邪龍型‧究極體‧病毒種，四大龍之一。胸前的危機信號發動時代表自身將會死亡並與世界同歸於盡的技能，解救方法是無論用什麼方法也要破壞掉胸前的危機信號。
招式：
1. 滅世烈焰（Megiddo Flame）
2. 地獄咆哮（Hell Howling）

其名源自於希伯來語的英文「Har Megiddo」，為世界末日時善惡的最終戰場。
紅蓮騎士獸
基爾獸和啟人合體後進化的模樣，聖騎士型‧究極體‧病毒種。它是由破滅魔龍獸覺醒過來的聖騎士數碼獸，雖然它是病毒種的數碼獸，卻能保護數碼世界的和平。然而，若不當使用，會有很嚴重的後果，身上的數碼危機標誌可證明這一點。
招式：
1. 皇家聖劍（Royal Saber）
2. 極樂淨土（Final Elysion）

其名源自於公爵的英文「Duke」。
紅蓮騎士獸真紅蓮形态
Crimson是英文的「深紅色」之意。是與他的專屬戰馬葛拉尼（グラニ，日本：菊池正美；香港：张裕东）融合而成的。
雖然紅蓮騎士獸是皇家騎士，但紅蓮騎士獸真紅蓮形态並不在皇家騎士之列。而且本作並沒有提及紅蓮騎士獸是皇家騎士，而是後作才提及的。
- 大耳獸[17]（Terriermon）（日本：多田葵；香港：陳凱婷；台灣：謝佼娟）

李健良的搭档数码兽，成長期，疫苗種。

健良從他父親那裡得到了美國的數碼獸遊戲，在遊戲中他讓大耳獸打敗了金剛獸，然而不久之後，金剛獸再次出現，並把進化成加魯哥獸的大耳獸打傷。健良非常自責，認為是自己讓大耳獸受傷，於是將神秘出現的藍卡刷入刷卡機，大耳獸實體化，並成為健良的搭檔。在未被健良的父親發現前，它一直在家中扮玩具，所以它一直被小春當布娃娃折騰。性格比較多管閒事。雖然大耳獸是三只主角數碼獸中體型最小，但戰意非常強，只要健良或者自己遇上危險就會立即進化。口頭禪在日語版本為粵語的「冇問題」，在香港TVB版本為普通話的「沒問題」，在台湾台视版本为「莫慢待」。

招數：
1. 大耳飞翔（プチツイスター）--以快速旋轉引發小型暴風的絕技
2. 大耳波

加魯哥獸（ガルゴモン）
成熟期，獸人型數碼獸，疫苗種。最初進化的時候會變的非常好戰，經常不聽健良勸阻而戰鬥（甚至還曾打算攻擊留姬），所以健良不喜歡他進化。後期就能以理智來戰鬥。
招式：
1. 格林機關槍
2. 達達鉤拳

拉比獸（ラピッドモン）
完全體數碼獸，改造人型，疫苗種。速度非常快，能夠迅速的攻擊對手
拉比獸之名源自於「高速（Rapid）」的英文。
招式：
1. 黃金三角
2. 大耳爆擊
3. 追蹤導向飛彈

撒多格杜獸（セントガルゴモン）
究極體數碼獸，機械型，全身以綠色和黃色為主。
招式：
1. 巨人飛彈
2. 爆裂轟擊

- 妖狐獸[18]（Renamon）（日本：今井由香[19]；香港：黃鳳英[注 7]；台灣：傅曼君）

留姬的搭档数码兽，成長期，獸人型，數據種。在遼缺席的情況下，留姬在數碼寶貝卡片大賽上獲得冠軍和数码兽皇后的稱號之後，回到家的留姬發現很多数码兽希望她來做他們的馴獸師，留姬大喊：「我只要一隻世界上最強的数码兽就夠了！」，妖狐獸出現了，並且在家裡的桌子上出現了藍卡。當她刷過藍卡以後，妖狐獸實體化在留姬面前，之後留姬便和妖狐獸成為搭檔。性格與留姬一樣都是比較冷酷，但於故事前期想法沒有像留姬一樣必須要將所有数码兽消滅。其名源自於狐狸的法文「Renard」，而手上有一個太極圖案。
招數：
1. 狐葉楔（狐葉楔）-- 射出大量的白楔

九尾狐獸（キュウビモン）
成熟期數碼獸，獸型，數據種。頭上有一個太極圖案，以及很多紅白間的帶。
招數：
1. 鬼火玉（鬼火玉）-- 從九條狐尾末端放出藍色的火球
2. 狐炎龍（狐炎龍）-- 從九條狐尾放出藍色的炎龍，將對手焚燒殆盡

祭師獸（タオモン）
完全體數碼獸，數據種。
招式：
1. 梵筆閃--在手袖裹拿出一支毛筆，畫出一個圖案，圖案會放出強光，並“作出攻擊”
2. 狐封札 -- 在手袖裹放出紅鏢
3. 死符--主要用作防禦
4. 絕命符

沙古牙獸
1. 飯綱
2. 金剛界曼陀羅

究極體數碼獸，神人型，數據種，其名源自於日文的。
- 古樂獸[21]（Calumon）（日本：金田朋子；香港：鄭麗麗；台灣：詹雅菁）

沒有搭档驯兽师，误入数码世界的神秘数码兽。非常喜欢玩耍，在学校与启人他们邂逅并逐渐要好起来。被摩虎罗兽发现掌握着数码兽进化关键，并最终被其带走。为了追上他，启人他们前往了数码世界。其真实身份是被称为「数码生命原理（Digi Entelechy）」的掌管数码兽进化的光辉本身。不过对D-Reaper的觉醒抱有危机感的四圣兽之一的青龙兽，请求数码精灵让其变化成了数码兽的样子。持有数码兽之心的古乐兽意识到了自己的力量和使命，向全数码世界解放了进化光辉「闪耀进化（Shining Evolution）」。
- 小妖獸（インプモン，Impmon）（日本：高橋廣樹；香港：林保全；台灣：魏伯勤）

成長期數碼獸。
有一對姊弟馴獸師，因為他們年齡較小，經常為了玩具而爭吵。曾經為了小妖獸是誰的而爭吵，迫使小妖獸認為自己被當成物品而離開自己的搭档。本性善良，因為孤獨無助以及對變強的渴望，經常騷擾大耳獸他們，取笑他們對人類的依賴，後來出賣了自己，進化成墮天地獄獸。但最後，小妖獸還是與本來的兩位馴獸師和好了，並從他們身上得到了力量，結局時也得到了樹莉的原諒。
招式：
1. 暗夜火焰

墮天地獄獸（ベルゼブモン）
小妖獸的究極體形態，病毒種，魔王型，七大魔王之一，掌管暴食，繼究極魔獸，死亡獸之後的魔王型數碼獸，與設定的一樣好戰且不斷吞食其他數碼獸的數據。由於小妖獸希望使自己變強，便把自己的身體出賣了給帝魔並成為帝魔首領四聖獸的手下，以得到進化的力量，而進化後便變成了這樣。它手上有一條紅布其實是以前小妖獸的紅色圍巾（這不只是劇情環節，在遊戲卡中，它也是這個樣子）。
墮天地獄獸‧爆裂形態（ベルゼブモン‧ブラストモード）
故事後段與兩位前主人重逢引發出的正面形態，持有一支陽離子砲（是由真交給他的一支玩具槍變成的，後期被毀滅），背上生出了一對黑色羽翼（似乎是愛親吻了小妖獸的加油行為而造成的變化），眼睛由紅色變成綠色。在故事中，它幫助啟人他們解決危機。但這與其本身的設定的究極魔王有所不同。
- 獅子獸[23]（日本：平田廣明；香港：李錦綸；台灣：魏伯勤）

樹莉的搭档数码兽，成熟期，疫苗種，獸人型。成熟溫柔的正義感性格，很可靠的数码兽。在與墮天地獄獸對抗時，被墮天地獄獸打死，這使樹莉造成沉重的打擊，使她回想生母死亡的一刻。
- 守衛獸（ガードロモン，Guardromon）（日本：梁田清之；香港：陳欣；台灣：魏伯勤）

博和的搭档数码兽，成熟期，病毒種、數據種，機械型。在受傷中被博和照料著，於是成為搭档。
安杜路獸（アンドロモン，Andromon）（日本：梁田清之；香港：陳欣）
這是守衛獸最初出現的樣子，但受傷退化後，再沒有能力進化回安杜路獸。
- 單角龍獸（モノドラモン / Monodramon）

（日本：世田壹惠；香港：鄺樹培；台灣：魏伯勤、于正昇）
遼的搭档数码兽，成長期，小龍型，疫苗種。劇中返回人類世界時出現過一次。
強襲龍獸（ストライクドラモン / Strikedramon）
成熟期數碼獸，龍人型，疫苗種。本作沒有出現，只在遊戲中登場。
科學飛龍獸（サイバードラモン / Cyberdramon）
完全體數碼獸，改造型，疫苗種。劇中以這個姿態登場。性格好戰，只有遼才能夠馴服。
裁決獸（ジャスティモン / Justimon）
究極體數碼獸，改造型，疫苗種。
- 黑大耳獸（ロップモン / Lopmon）

（日本：多田葵；香港：林元春；台灣：王瑞芹）
小春的搭档数码兽，成長期，數據種，聖獸型數碼獸。沉穩安靜而且相當溫柔，脾氣相當好，與小春成為搭檔之後常陪她玩並照顧她，與活潑天真的小春搭檔跟健良與大耳獸的搭檔成明顯的對比。原本是十二帝魔的玉兔獸，因為成了小春的数码兽而退化為黑大耳獸，跟大耳獸一樣對小春很沒轍。因為是用跟大耳獸同樣的資料創造的，所以模樣很像大耳獸。全身棕色有著粉紅色的斑紋，有三隻角，而大耳獸只有一隻。
招式：
1. 爆裂寒冰（ブレイジングアイス）--從口放出冷氣子彈的技能。
2. 大耳迴旋擊（グルグルスラップ）--在空中耳朵使之轉動的攻擊的技能。

玉兔獸（善）（ / Antiramon(DEVA) ）
代表卯位。完全體，聖獸型數碼獸。黑大耳獸的完全體形态，最後一隻登場的帝魔，被指派守護四聖獸朱雀獸所在的南邊大門。沉穩安靜而且相當溫柔，與其他帝魔不同，對人類完全沒有敵意，不論是数码兽還是人類都一樣不想傷害任何生命。在守護南邊大門時遇到迷失在數碼世界的小春，不知不覺被小春的天真牽著走然後照顧著她。原本想找機會離開小春，但在小春遇到想用武力抓走她的靈猴獸，在猶豫之中選擇守護小春，趕跑了靈猴獸。因為守護人類的這番行為被視為背叛，被強制退下職務，從玉兔獸退化為黑大耳獸。同時也因為守護小春的行為而使他成為小春的搭档数码兽。另外他也是最後唯一剩下的帝魔。跳躍能力非常強悍，擁有著由「數碼合金」構成的武器—【寶斧】（第33话）
招式：
1. 聖光雷擊（Hisamitsu lightning）--用雙臂揮舞發射出刃狀雷電的技能。
2. 精神衝擊（Spirit of the shock）--發射出精神能量波破壞敵人腦神經的技能。可使敵人退化
3. 寶斧（Po ax）--雙手化為斧頭，用【寶斧】攻擊敵人的技能。

- 海天使獸（マリンエンジェモン，MarineAngemon）（日本：岩村愛子；香港：蔡惠萍）

健太的搭档数码兽，在很後期才出現，沒有人明白它說甚麼，身體可以伸縮，最小的時候可以放進口袋中。樣子很可愛的，有點像幼年期或是成長期的数码兽，但難以想像的是，它其實是究極體的数码兽。它的戰鬥力一般，但在必要的時刻可發揮作用，協助同伴解困。
- 拉布拉獸（ラブラモン，Labramon）（日本：津久井教生；香港：陳卓智、黃榮璋）

美波的搭档数码兽，成長期，疫苗種，獸型數碼獸。是美波死在大海里的愛犬梅的轉世。這也是她父親發明的V-pet的原型，裡面有一個疫苗項目，當密碼“Mei”被說出時，疫苗項目就會發布。具有真正狗的姿態的獸型數碼獸。據說成長期就是人工數碼獸的最終形態了，一般認為不會往上進化，但也有未確認消息稱可以進一步進化。恐怕是有什麼奇蹟促使了拉布拉獸的進化。對馴獸師非常忠誠，並且感受到守護他們是自己的使命。
招式：
1. 巡迴犬吠（Retribark/レトリバーク）--用強大的吠聲產生超振盪。
2. 治愈美酒（Cure Liqueur/キュアリキュール）--恢復和優化弱數碼寶貝的數據。

石獅獸（シーサモン，Siesamon）
拉布拉獸的網路進化，成熟期，疫苗種，聖獸型數碼獸。從美波電腦中誕生的數碼獸，實質是原來電腦中V-Pet的疫苗程序，亦是美波已死的寵物狗“梅”的重生。
招式：
1. 太陽矢（Tiida Ija）--釋放無數神聖陽光之矢。
2. 石敢當（Sekkantou）--暫時阻止邪惡的病毒入侵的的一堵防火牆。

- 杜賓犬獸（ドーベルモン，Dobermon）（香港：蘇強文）

愛麗絲的搭档数码兽，成熟期，病毒種、疫苗種，獸型、魔獸型數碼獸。愛麗絲·麥考伊的搭檔數碼寶貝。四聖獸的使者，為馴獸師們帶來在現實世界與數碼寶貝進行矩陣進化的能力。出現於第44話。也有不知緣何突然變異為疫苗種的例子。與螳螂獸類似，雖然是病毒種，卻是為了捕獵兇暴數碼寶貝的存在，而且不能被普通的馴獸師制馭。
招式：
1. 地獄嚎叫（Grau Lärm）--放出封印敵人能力的雄叫的技能。
2. 黑色光線（Schwarz Strahl）--黑色光芒的火焰雷射光束。

### 野生小组
- 罗伯·麦考伊（Rob McCoy）（日本：菊池正美；香港：林國雄）

野生小组（The Wild Bunch）的组织者，帕罗奥多大学（Palo Alto University）教授，因为求学于里利教授的关系，被外人以为是一个具有嬉皮士特点的人，其实不然。儿子名叫基思·麦考伊（Keith McCoy），孙女名叫爱丽丝·麦考伊（Alice McCoy）。召集一些学生加入他发起的“数码兽计划”（Digimon Project），组建“野生小组”（The Wild Bunch）。代号道尔芬（Dolphin）。
负责了方舟的再开发，建成方舟，以让孩子们返回现实世界。为了使方舟工作使用了来自原始数码兽程序的编码。
- 水野伍郎（Mizuno Gorou）（日本：諏訪太朗；香港：陳欣；台灣：魏伯勤）

野生小组的一員。代号涩果子（Shibumi）。
对真实的生命体与人工生命体的区别抱有疑问。32话启人等人在数码世界水下空间（ウォータースペース）与他的意识初次见面。负责數碼獸Realize的红卡与蓝卡的具体化开发。
- 李鎮宇（Lee Janyuu/Li Jiang-yu）（日本：金子由之；香港：蘇強文；台灣：魏伯勤）

香港人，李健良的爸爸，野生小组的一員。代号道（Tao）。
待人温文、彬彬有礼，师从罗伯·麦考伊，和日本妻子李麻由美（柳瀬麻由美）在大学时就已结婚，野生小组解散后移居日本，并生育两儿两女，长子名李连杰、长女名李嘉玲、次子名李健良、次女名李小春。负责小组中的通信语言部分，主张“进化”的形式。小组解散后在日本一家与黛西的公司为商业竞争对手的大型计算机企业做研发。
- 艾西瓦娅·雷（Aishuwarya Rai）（日本：松岡洋子；香港：盧素娟；台灣：謝佼娟）

印度出生的野生小组的一員。代号科莉（カーリー，Curly）。研究领域是量子理论，后来成了帕罗奥多大学的助理教授。
解析许普诺斯的日志文件，探明了D-Reaper的活动原理。
- 巴别（Babel）（日本：乃村健次；香港：黃子敬）

美国出生的野生小组的一員，在小组中专攻理论物理，光头墨镜黑人。本名不明。
负责实体化人工智能改良夏盖作为人工黑洞消灭D-Reaper。
- 黛西（Daisy）（日本：百百麻子；香港：蔡惠萍；台灣：詹雅菁）

野生小组的一員。帕罗奥多大学的博士生，美国加州帕罗奥多本地人，负责软件和程序设计，是D-Ark最初的设计者，第一次数码兽事件的亲历者。小组解散后在一家个人电脑公司开发图形用户界面。小说《數碼獸馴獸師1984》的主角，第一次數碼獸事件的亲历者。
负责把从力量用尽的方舟研发为紅蓮騎士獸的新力量人工怪獸“零”。

### 情报管理局
- 山木滿雄（Yamaki Mitsuo）（日本：千葉進步；香港：雷霆；台灣：魏伯勤）

情报管理局的室長，最初认为數碼獸是威胁到网络秩序的东西，统统要消灭，对自己所拥有的系统相当自信，甚至是自负，标准动作是单手把Zippo打火机的盖子打开，再合上，再打开。在故事中期亲眼见识到了启人的实力和自己系统的有限，当他摘下墨镜并把打火机放在桌上的一刹那，便已经对这些小朋友们产生了绝对的信任，并在故事后期现实世界的战斗中，鼎力相助。
- 鳳麗花（Ootori Reika）（日本：永野愛；香港：陳凱婷；台灣：謝佼娟）

情报管理局的操作員，与山木是上下级兼同居情侣关系。
- 小野寺惠（Onodera Megumi）（日本：宫下富三子；香港：蔡惠萍）

情报管理局的操作員。喜欢可爱的事物。建立了和D-Reper战斗的启人们的联络手段，活跃于支持方面。

### 四圣兽·十二神将

#### 四圣兽
以掌管方位的四神為基準創造出來的数码兽，分別為守護東方操縱雷之力量的青龍「青龍獸」，守護北方操縱水之力量的玄武「玄武獸」，守護南方操縱火之力量的朱雀「朱雀獸」，和守護西方操縱鋼之力量的白虎「白虎獸」。另外在他們之上有著掌管中央負責統御四聖獸的黃龍獸（在數碼獸合體戰爭中，作為多盧比克獸的手下現身）。
- 黄龙兽（中）、青龙兽（东）、朱雀兽（南）、白虎兽（西）、 玄武兽（北）

- 朱雀獸（日本：森山周一郎；香港：張炳強；台灣：于正昇）

四聖獸之一，掌管南方。究極體、聖獸型、病毒種。它是守護檔案島南面火焰地區的数码兽，它的脾氣十分暴躁，凡接近它的物體都會被它燒成灰。在動畫裡創造了十二帝魔，雖然為四聖獸但非常頑固不講道理而且很暴躁，認為人類都是在自己之下的存在。認為與人類在一起的数码兽以及人類都罪該萬死，視與人類一起的進化為邪教，罪該萬死。他的心態也影響了大部分的帝魔。為了追求強大好守護自身與數碼世界，不斷派帝魔到人類世界不擇手段的去尋找進化之光，因為帝魔不斷破壞人類世界造成與啟人一行人敵對並被消滅，但他非但不反省反而擅自加重人類的罪。在與啟人一行人爭戰中被理智的青龍獸阻止，只好承認人類。
絕招：
1. 紅焰（Hong-yan）--用雙翅卷起巨大的火焰龍卷風大範圍地把敵人燒成灰燼的技能。
2. 滅亡之火（Fire extinction）--從嘴中吐出超高溫的火焰，是能將萬物都燒成灰燼的技能。

- 青龍獸（日本：小杉十郎太；香港：雷霆；台灣：魏伯勤）

四聖獸之一，掌管東方。聖龍型、數據種、究極體。青龍獸是守護檔案島東面雷之地區的数码兽，它代表四聖獸中的蒼龍，亦同時是四大龍之一，是代表著光明和希望的聖獸。他身上有十二顆數碼核，可以為数码兽們帶來進化成完全體的力量。在動畫中為了人類與数码兽的事與朱雀獸談判並幫助啟人一行人，有著理性與智慧的四聖獸，之後也給予啟人他們不少幫助。
絕招：
1. 蒼雷（Blue Lightning）--天空會有無數雷電電到敵人身上
2. 風絲華電（Wind Electricity）

- 白虎獸（日本：辻親八；香港：黃子敬；台灣：于正昇）

四聖獸之一，掌管西方。聖獸型、數據種、究極體。它是守護檔案島西面綱之地區的数码兽，它代表四聖獸中的白虎，它是四只聖獸中防御力最強的。在動畫中為了守護數碼世界與D-Reaper打起，花費了所有體力才將D-Reaper的一部分封印。
絕招： 
1. 金剛（Vajra）--從口中吐出波動金屬使敵人全部鏽蝕，直到敵人死亡才停止的技能。
2. 青銅炮（Bronze Cannon）--從嘴部放射出具有高溫的能量波，完全體以下的数码兽遭遇此技能會被秒殺。

- 玄武獸（日本：八奈見乘兒；香港：蘇強文；台灣：魏伯勤）

四聖獸之一，掌管北方。聖獸型、疫苗種、究級體。它是傳說中守衛星球的四聖獸的数码兽，守護檔案島北面水之地區的數碼獸。擁有不滅的生命和超級力量。它代表四聖獸中的玄武，它的性格十分溫和，不願和別人打，當然，它不會任意被人打也不反擊。在動畫中代替戰鬥的白虎獸看管西方區域，與阿遼跟科學飛龍的談話語氣就像是位溫和的老爺爺，不過該戰鬥的時候他也會展現他的強大。
絕招：
1. 霧幻（Fog Magic）--把周圍都布滿濃霧，使敵人精神破壞

- 黃龍獸

神龍型數碼獸，有八隻眼睛，身體覆蓋着的"黃龍礦"，是一種擁有絕對硬度的特殊礦石。是太極的古代皇帝。處於四聖獸中央位置"神之領域"的核心，維持數碼世界善與惡的平衡，是最存近神的存在，祂把守護數碼世界東、南、西、北方平衡任務交給四聖獸。
絕招：
1. 太极（Tai Chi）--持續將數碼世界萬物永遠分解為光暗兩極，馬上化為烏有
2. 黃迴（Yellow Circle）--掀起自然災害規模的巨大土沙流颱風

#### 十二神将
由十二地支，也就是十二生肖變化而成，是朱雀獸創造出來的，共通點都是完全體，聖獸型/聖鳥型/聖龍型数码兽，由於是朱雀獸另外創造的，所以一開始暴龍機最初無法讀取顯示資料，需要等段時間。所有帝魔都對四聖獸崇敬著。除了玉兔獸之外，其他帝魔都對人類懷抱敵意。
飛鼠獸（日本：宮田幸季；香港：蘇強文；台灣：王瑞芹）
代表子位。完全體，聖獸型数码兽。個子是十二隻之中最小的，而且其實力與其身份並不太符合。被獅子獸消滅。（第21话）
招式：
1. 寶杵
2. 六分身

蠻牛獸（日本：石塚運昇；香港：梁志達；台灣：于正昇）
代表丑位。完全體，聖獸型数码兽。似乎很喜歡妖狐獸，想把他拉到神這邊成為自己的夥伴。獸如其名性格野蠻及固執，特別是和妖狐獸交談的時候只是一味要它聽話。身上配備兩把刀。被祭師獸消滅。（第17-18话）
招式：
1. 寶劍

飛虎獸（日本：田中正彥；香港：梁志達；台灣：魏伯勤）
代表寅位。完全體，聖獸型数码兽。是第一隻來到人類世界的数码兽，武器為如三節棍的尾巴，在與成熟期的三大主角的對決中完全佔盡上風。最後被成功進化的大古拉獸消滅。（第14话）
招式：
1. 寶棍

玉兔獸（善）（ / Antiramon(DEVA) ）（日本：多田葵；台灣：王瑞芹；香港：林元春）
代表卯位。完全體，聖獸型数码兽。黑大耳獸的完全體形态，最後一隻登場的帝魔，也是最後剩下的帝魔。跳躍能力非常強悍，擁有著由“數碼合金”構成的武器—【寶斧】 （第33话）
招式：
1. 聖光雷擊（Hisamitsu lightning）--用雙臂揮舞發射出刃狀雷電的技能。
2. 精神衝擊（Spirit of the shock）--發射出精神能量波破壞敵人腦神經的技能。可使敵人退化。
3. 寶斧（Po ax）--雙手化為斧頭，用【寶斧】攻擊敵人的技能。

天龍獸（日本：小嶋一成；台灣：魏伯勤）
代表辰位。完全體，聖龍型数码兽。被科學飛龍獸消滅。（第29话）
招式：
1. 寶矢

皇蛇獸（日本：世田壹惠；香港：林國雄；台灣：于正昇）
代表巳位。完全體，聖獸型数码兽。它的出現令大江戶線出現混亂，武器為從口中吐出的三叉戟。被古拉獸、加魯哥獸和九尾狐獸合力消滅。（第15话）
招式：
1. 寶鉾

戰馬獸（日本：堀內賢雄；香港：陳欣；台灣：于正昇）
代表午位。完全體，聖獸型数码兽。是一個實力不凡的對手，但是居然連小妖獸也打不死，武器為可以吸收敵人攻擊再將之反射回去的螺貝。被大古拉獸消滅。（第19-20话）
招式：
1. 寶貝

白羊獸（日本：勝生真沙子；香港：雷碧娜；台灣：魏伯勤）
代表未位。完全體，聖獸型数码兽。和蠻牛獸一起行動，可發出使一般人睡著的聲音。被拉比獸消滅。（第17话）
招式：
1. 寶弓

靈猴獸（日本：堀川亮；香港：蔡惠萍→鄺樹培；台灣：于正昇）
代表申位。完全體，聖獸型数码兽。它一直以奇怪的人类小孩形态俳佪在啟人他們身邊，就是為了要在他們身旁捉古樂獸（第21-23话）；而在大家還在對付野豬獸時，他把山木的系統破壞令他的計劃不成功，就連基地也破壞了，在回到數碼世界之前順便從樹莉手上搶走古樂獸（第23话），實力可見一斑。可惜被古樂獸逃脫了（第25话），於是連同了天龍獸去追（第29话），在天龍獸被消滅後一個人追古樂獸，一直追至朱雀獸的城堡外，曾想抓走迷失在數碼世界的小春來向朱雀獸邀功，但被帝魔同伴玉兔獸阻礙，只好放棄並向朱雀獸並報告玉兔獸選擇人類的行為（第33话）。後來遇上出賣了靈魂給朱雀獸的墮天地獄獸，由於看見他和破滅魔龍獸正在戰鬥時說了一些不好聽的說話而被其消滅。（第35话）
招式：
1. 寶玉

鐵雞獸（日本：二又一成；香港：林國雄；台灣：于正昇）
代表酉位。完全體，聖鳥型数码兽。在啟人和健良露營時出現，並不斷吸食城市的電力來強化自己，防禦力為十二地魔之最。被古拉獸和加魯哥獸合力消滅。（第16话）
招式：
1. 寶杵

犬神獸（日本：石井康嗣；香港：源家祥；台灣：于正昇）
代表戌位，完全體，聖獸型数码兽。將被戰馬獸打至重傷的小妖獸帶到數碼世界（第23话），並且令小妖獸出賣了自己。（第27话）在紅蓮騎士獸跟墮天地獄獸決戰期間打算攻擊小春時被脫身的紅蓮騎士獸打敗，其數據被突然出現的墮天地獄獸吸收。（第36话）
招式：
1. 寶鎚

野豬獸（日本：木村雅史；台灣：魏伯勤）
代表亥位。完全體，聖獸型数码兽。在西新宿大肆破壞。因其龐大的體型及攻擊力，多次被大古拉獸、拉比獸和祭師獸攻擊仍然不能傷其分毫，最後三人互相合作下終於將其消滅，但也為城市帶來傷害。（第22-23话）
招式：
1. 寶輪

#### 成员
| 中央   | 中央             | 神话原型 | 四圣兽 | 神话原型 | 四方 | 属性 | 十二神将 | 神话原型 | 干支 | 生肖 | 武器 |
| ------ | ---------------- | -------- | ------ | -------- | ---- | ---- | -------- | -------- | ---- | ---- | ---- |
| 黄龙兽 | 黄龙兽：毁灭形态 | 黄龙     | 玄武兽 | 玄武     | 北   | 水   | 毗羯罗兽 | 毗羯罗   | 亥   | 猪   | 宝輪 |
| 黄龙兽 | 黄龙兽：毁灭形态 | 黄龙     | 玄武兽 | 玄武     | 北   | 水   | 宫毗罗兽 | 宫毗罗   | 子   | 鼠   | 宝杵 |
| 黄龙兽 | 黄龙兽：毁灭形态 | 黄龙     | 玄武兽 | 玄武     | 北   | 水   | 伐折罗兽 | 伐折罗   | 丑   | 牛   | 宝劍 |
| 黄龙兽 | 黄龙兽：毁灭形态 | 黄龙     | 青龙兽 | 青龙     | 东   | 雷   | 迷企罗兽 | 迷企罗   | 寅   | 虎   | 宝棒 |
| 黄龙兽 | 黄龙兽：毁灭形态 | 黄龙     | 青龙兽 | 青龙     | 东   | 雷   | 安底罗兽 | 安底罗   | 卯   | 兔   | 宝斧 |
| 黄龙兽 | 黄龙兽：毁灭形态 | 黄龙     | 青龙兽 | 青龙     | 东   | 雷   | 摩仁罗兽 | 摩仁罗   | 辰   | 龙   | 宝矢 |
| 黄龙兽 | 黄龙兽：毁灭形态 | 黄龙     | 朱雀兽 | 朱雀     | 南   | 火   | 珊底罗兽 | 珊底罗   | 巳   | 蛇   | 宝鉾 |
| 黄龙兽 | 黄龙兽：毁灭形态 | 黄龙     | 朱雀兽 | 朱雀     | 南   | 火   | 因达罗兽 | 因达罗   | 午   | 马   | 宝貝 |
| 黄龙兽 | 黄龙兽：毁灭形态 | 黄龙     | 朱雀兽 | 朱雀     | 南   | 火   | 波夷罗兽 | 波夷罗   | 未   | 羊   | 宝弓 |
| 黄龙兽 | 黄龙兽：毁灭形态 | 黄龙     | 白虎兽 | 白虎     | 西   | 钢   | 摩虎罗兽 | 摩虎罗   | 申   | 猴   | 宝玉 |
| 黄龙兽 | 黄龙兽：毁灭形态 | 黄龙     | 白虎兽 | 白虎     | 西   | 钢   | 真达罗兽 | 真达罗   | 酉   | 鸡   | 宝杵 |
| 黄龙兽 | 黄龙兽：毁灭形态 | 黄龙     | 白虎兽 | 白虎     | 西   | 钢   | 招杜罗兽 | 招杜罗   | 戌   | 狗   | 宝鎚 |

### 数码生命体
- 數碼侏儒（DigiGnome）

數碼侏儒，英文通称DigiGnome，英文全称Digital Gnome。中鹤胜祥专门为《驯兽师》的故事设计了數碼侏儒的形象。
在数码世界生息的，区别于数码兽的另一种人工智能完成独立进化的生命体，由野生小组的涩果子（Shibumi）命名。不会说话，不过随着和人和数码兽进行交流，想要通过实现愿望来表达自己的想法。除了回应青龙兽的愿望将「数码生命原理」化为古乐兽的样子，还从启人的记事本中创造了名为基尔兽的全新数码兽，让带有涩果子构想的蓝卡和数码方舟器出现在了现实世界。
按照《驯兽师》的世界观，数码世界不是数码兽生活的幻想世界，它是基于网络或互联网的世界。野生数码兽在这片领域里为生存而斗争。从现实风格的角度来看，数码世界里「仅有」数码兽是不自然的。从起初小中千昭就对制作组解释说，数码世界里不能只有数码兽，这个世界里必须有其他不受人类影响的虚拟生物——无论它们以何种方式参与剧情。（除了數碼侏儒，这一类生命体还有D-Reaper）
凯尔特神话和北欧神话中传说，地球上居住着精灵/侏儒（Gnome），它们常常被描绘为戴尖帽子的小老头儿。它们类似小仙女（fairy）、妖精派克（Puck）或喜欢恶作剧的罗宾·古德菲洛（Robin Goodfellow）（后两种都是英国有名的妖精，在莎士比亚所著《仲夏夜之梦》中有过描写）。在《驯兽师》故事的最后，數碼侏儒们彻底地耍了观众一把（指最终话结尾，數碼侏儒在基尔兽小屋旁飞过那个镜头。启人以为通向数码世界的大门再度开启，但通过广播剧观众了解到，后来这个通道也被封死了）。
小中千昭借鉴了一些科幻小说的理念，说明數碼侏儒及其活动是可行的，在《驯兽师》的故事中为它们的出现提供了符合逻辑的解释。但是，像數碼侏儒这样的超自然生命体如果不光是在故事中，更在现实世界，在现实的网络中存在的话，那会如何呢？小中千昭不想破坏这一美好的设想。出于这个考虑，没有对數碼侏儒的设定给出统一、确定的答案。
數碼侏儒天真的笑声由本作所有女性声优一起录制。
- 数码死神（D-Reaper）

从数码兽诞生以前就存在的原始程序，沉睡在数码世界四圣兽领域的更深的部分，但因为数码兽们的进化而活性化并开始侵蚀数码世界。
基本上维持红色不定形的泡状形态，拥有删除被接触的数据的能力。因此在数码世界以无与伦比的实力著称。
通过因失去狮子兽而产生了强烈负面感情的加藤树莉，来到现实世界后解析人类的感情并进化，而且随着侵入现实世界，使用载入的数码兽们的数据，为了删除有机生命体，让成为自己手足的「代理数码死神（Agent D-Reaper）」出现，去实行删除人类的任务。
- 代理数码死神（Agent D-Reaper）

简称ADR。依据攻击或迎击等不同目的，D-Reaper产生了各种各样的形态。然则其单个分身并不具备独立意志，所有活动全部依据单一意志。在D-Reaper占领区（D-Reaper Zone）之外，他们通过线与母体相连。
一旦某种新ADR登场，他们便会（在仍能发挥同样效果的场合）多次复活并登场。
种类：ADR-01 树莉型、ADR-02 搜索者、ADR-03 钟摆脚、ADR-04 泡泡、ADR-05 爬行臂、ADR-06 号角打手、ADR-07 帕拉缇斯头、ADR-08 优化器、ADR-09 数码死神球体、死神、母型数码死神。

### 其他角色
- 爱丽丝·麦考伊（Alice McCoy）（日本：今井由香[19]；香港：林元春；台灣：傅曼君）

作为四圣兽的信使，身穿蘿莉服的神秘女孩。她是野生小组的领导者罗伯·麦考伊教授的孙女。杜宾犬兽为了将“生物融合之力”给驯兽师们，被四圣兽传至了现实世界。杜宾犬兽提供数码滑移（デジタルグライドへ）分解了之后，在街道下消失行动神秘，最终下落不明。
- 牧野留美子（Makino Rumiko）（日本：今井由香[19]；香港：蔡惠萍；台灣：王瑞芹）

留姬的母親，是個模特兒，希望留姬也可以去當兒童模特兒。
- 秦聖子（Hata Seiko）（日本：今井由香[19]；香港：雷碧娜；台灣：詹雅菁）

留姬的外婆，是个随和的人，对于妖狐兽的存在并不感到吃惊，甚至相当肯定地对妖狐兽说：“我们家留姬，就拜托你了”。
- 奥米加兽（Omegamon）（日本：坂本千夏、山口真弓）

究极体，圣骑士型，疫苗种
必杀技：暴龙剑、加鲁鲁炮。
奥米加兽从数码兽大冒险世界追击启示录兽残余数据中诞生的梅菲斯兽到数码兽驯兽师世界次元壁的数码空间，在启人3人协助下将其消灭。

## 注解
1. ↑  繁體中文方面，本作TV动画版台譯為「松田啓人」、而本作剧场版和《數碼寶貝大匯戰》台譯為「松田啟人」，港譯均為「松田啟人」。
2. 1 2  港譯為「李健良」，台譯為「李建良」。
3. ↑  WS游戏《数码兽大冒险：阳极驯兽师》《数码兽大冒险：阴极驯兽师》《数码兽大冒险02：组合驯兽师》《数码兽大冒险02：D-1驯兽师》《数码兽驯兽师：勇敢的驯兽师》男一号，TV动画《数码兽驯兽师》和剧场版《数码兽驯兽师 暴走特急》男三号，漫画《数码兽大冒险V驯兽师01》、剧场版《数码兽大冒险 我们的战争游戏！》、TV动画《数码兽大冒险02》《数码兽合体战争 ～穿越时空的少年猎人们～》、剧场版《数码兽大冒险tri. 第6章 我们的未来》客串角色，穿越不同的时空和宿敌千年兽进行宿命的对决。曾解救动画版太一等人、曾和一乘寺贤是朋友搭档、曾和松田启人等人并肩作战、曾和动画前三部主役数码兽搭档、曾和漫画版太一决斗、曾协助过明石激和工藤大器等人。
4. ↑  稱號上是歷代最多的，“第九位被選召的孩子”、“1999年最後的被選召的孩子”、“特異的驯兽师”、“D-1驯兽师”、“勇敢的驯兽师”、“流浪的驯兽师”、“最强的驯兽师”、“傳說中的驯兽师”等。
5. ↑  官方汉字为
6. ↑  官方汉字为
7. ↑  首播時，第1话由蘇強文配音，第3话起由黃鳳英配音。重播時，統一改由黃鳳英配音。
8. ↑  角色形象参考Linux开发者林纳斯·贝内迪克特·托瓦兹（Linus Benedict Torvalds）。
9. ↑  哥特蘿莉，行动神秘，最终下落不明。
10. ↑  动画中涩果子的声优是诹访太朗，这是一位从未担任过声优的老牌日本演员。涩果子这个角色的设计者，脚本廣真希和小中千昭都认为诹访太朗先生的形象和涩果子很类似，所以极力邀请他出演。
11. ↑  根据“与苹果公司为商业竞争对手”这一细节推测，李镇宇就职于富士通。
12. ↑  根据“老板是个嬉皮士”这一细节推测，黛西就职于苹果公司，老板是史蒂芬·保罗·乔布斯（Steven Paul Jobs）。
13. ↑  角色形象参考日本演员石桥莲司。
14. ↑  时之数码合金的始祖「黄龙矿」，号称绝对硬度的矿石。强度高到要损伤黄龙矿，就必须使用黄龙矿。由于极端的重量和稀少，并不适于用作武器或防具。拥有「黄龙矿」的唯一数码兽为黄龙兽。